# Sarcophaga scopariiformis
Sarcophaga scopariiformis är en tvåvingeart som beskrevs av Senior-white 1927. Sarcophaga scopariiformis ingår i släktet Sarcophaga och familjen köttflugor.
Artens utbredningsområde är Sri Lanka. Inga underarter finns listade i Catalogue of Life.